# Cwiżyn
Cwiżyn (ukr. Цвіжин) – wieś na Ukrainie, w obwodzie winnickim, w rejonie winnickim. W 2001 liczyła 234 mieszkańców.